# HMS Nelson (1876)
HMS Nelson – brytyjski krążownik pancerny, który do służby w Royal Navy wszedł w 1881 roku. Jeden z ostatnich dużych brytyjskich okrętów, których wszystkie działa były umieszczone pod pokładem. Od 1902 roku wykorzystywany jako okręt szkolny, złomowany w 1910 roku. Okręt nazwano imieniem XVIII wiecznego admirała Horatio Nelsona.

## Projekt i budowa
W celu wyeliminowania wad pierwszego krążownika pancernego Royal Navy HMS „Shannon”, opracowano powiększoną i zmodernizowaną wersję tego okrętu, która otrzymała imię HMS „Nelson”. Nowy okręt poza większymi wymiarami, miał silniejsze uzbrojenie, większą moc siłowni i wyporność zwiększoną o 2000 ton. Zachowano układ opancerzenia burt znany z wcześniejszego okrętu. W przedniej części okrętu zainstalowano taran służący do taranowanie wrogich jednostek. Siłownia okrętu składała się z dziesięciu kotłów wytwarzających parę dla tłokowej maszyny parowej w skład której wchodziły dwa cylindry wysokiego ciśnienia i dwa większe niskiego ciśnienia. Maszyna parowa napędzała dwie czterołopatowe śruby napędowe .

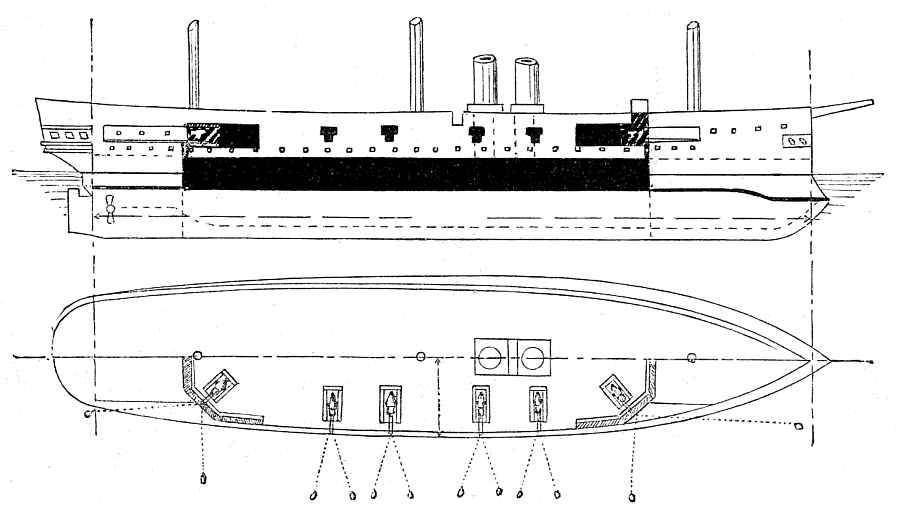
Rozmieszczenie pasa pancerza na HMS „Nelson”

Uzbrojenie składało się z 12 dział; 4 kaliber 254 mm, 8 kaliber 229 mm. Stanowiska dział większego kalibru, po dwa w przedniej i tylnej części okrętu, znajdowały się w ukośnym wycięciu burty, przez co zwiększony został możliwy kąt ostrzału w płaszczyźnie poziomej. Na pokładzie okrętu znajdowało się łącznie 14 małych jednostek pływających różnego typu i przeznaczenia. Największe z nich to dwa wykonane ze stali kutry torpedowe o długości 19,8 m, uzbrojone w dwie torpedy każdy, obsługiwane przez dziesięcioosobową załogę. Prędkość kutrów była większa od krążownika i wynosiła 16 węzłów. Jako uzbrojenie dodatkowe na okręcie znajdowało się poza karabinami m.in. 200 szabel i 30 toporków przeznaczonych do abordażu .
Budowa okrętu rozpoczęła się 2 listopada 1874 roku w stoczni Randolph John Elder & Co w Glasgow. Wodowanie miało miejsce 4 listopada 1876 roku. Podczas prób morskich w lutym 1878 roku, gdzie testowano prędkość maksymalną okrętu, urwaniu uległa jedna z łopat śruby napędowej .

## Służba
HMS „Nelson” wszedł do służby 26 lipca 1881 roku. Okręt został przydzielony do sił brytyjskich stacjonujących w rejonie Australii. 8 stycznia 1882 roku okręt przybył do portu w Sydney. Okręt przestał być jednostką flagową Eskadry Imperialnej (Imperial Squadron) w 1889 roku. W 1902 roku został jednostką szkolną. W 1910 roku został sprzedany na złom .